# 南美肺鱼
美洲肺鱼科是美洲肺鱼目两科之一，他和另一科非洲肺鱼科的区别是具有5个鳃弓4个鳃裂，而非洲肺鱼具有6个鳃弓5个鳃裂。美洲肺鱼科只有美洲肺鱼一种，生活在南美洲静水中，体长可达1.25米，当旱季水干涸时，它会钻到泥中，露出一个孔呼吸。雨季时生育，幼鱼得7个星期大才能呼吸空气。